# Plasma rico en plaquetas

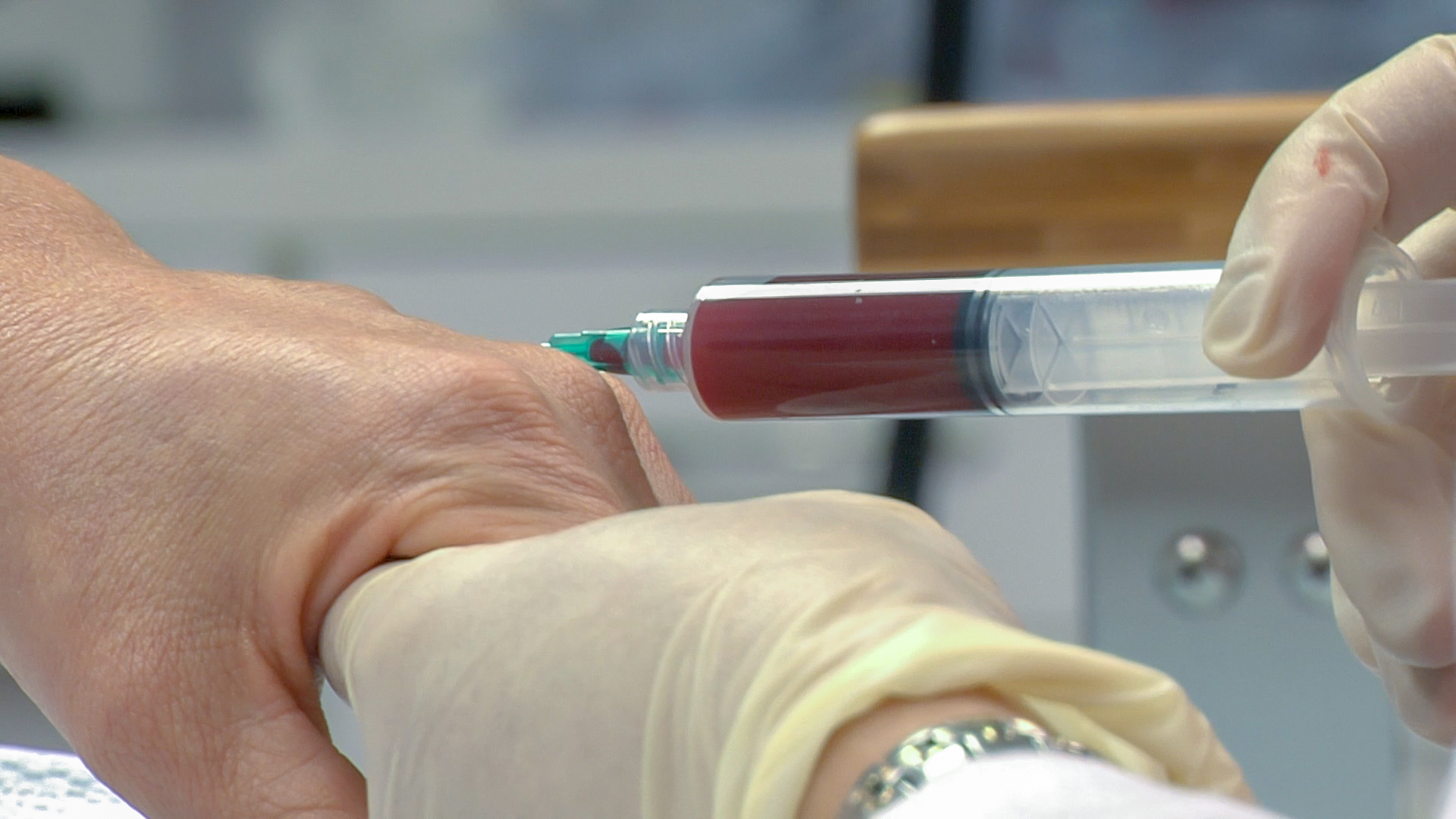
Inyección de Plasma Rico en Plaquetas en mano

El Plasma Rico en Plaquetas (PRP) es un material biológico autólogo, es decir, que se obtiene de la misma sangre del paciente, tomando una muestra por una punción venosa, que posteriormente se centrifuga para separar los distintos componentes (glóbulos blancos, rojos, plaquetas, plasma). Una porción del centrifugado contiene plasma rico en plaquetas, que son las células que participan en la coagulación. Estas poseen un gran número de sustancias como son los factores de crecimiento que promueven la migración y división celular. Estos factores tienen el potencial de estimular la respuesta reparativa de los tejidos dañados. 

## Tratamiento
El Plasma Rico en Plaquetas (PRP) al ser autólogo, tiene un riesgo mínimo de ocasionar reacciones inmunes o de transmisión de enfermedades infecciosas o contagiosas. Las reacciones descritas por el uso de PRP son extremadamente raras. Los principales riesgos incluyen infección local (<1%) y dolor en sitio de inyección
El tratamiento de PRP no requiere de hospitalización ni anestesia y el tiempo estimado por sesión no suele superar los 30 minutos. Los resultados no son permanentes ya que se trata de un tratamiento temporal, es por ello que la mayoría de doctores recomiendan someterse a tres tratamientos al año.
Tras el tratamiento y los dos días posteriores es normal que la zona tratada se encuentre enrojecida, hay que evitar durante ese lapso de tiempo la exposición al sol.

### Dermatología
Las principales ventajas del tratamiento es conseguir un aspecto más rejuvenecedor, gracias a las cualidades del PRP podemos obtener una piel más firme y luminosa, además de conseguir eliminar arrugas de la piel.

El PRP está contraindicado para personas que sufren de cáncer de piel o problemas de coagulación.

### Artrología
En los últimos años se ha reconocido el potencial beneficio del PRP en el tratamiento de lesiones crónicas y agudas del sistema músculo esquelético (tendones, ligamentos y músculos).
Las infiltraciones de PRP se utilizan para el tratamiento de la gonartrosis de rodilla hasta grado 3, artrosis de cadera u hombro... ya que la liberación de factores de crecimiento fomentan la regeneración de tejido cartilaginoso. Los estudios indican que el PRP puede inducir la proliferación de condrocitos y la producción de proteoglicanos, componentes clave en la salud del cartílago articular, contribuyendo a reducir el dolor y mejorar la funcionalidad de la articulación afectada por la artrosis.

Otro uso es en la Tendinosis. motivo por el cual se realiza este procedimiento.

### Ginecología
Una tratamiento experimental es el PRP para el síndrome de Asherman. El síndrome de Asherman se trata de una alteración de la cavidad uterina que se caracteriza por la presencia de cicatrices que provocan la formación de adherencias entre las paredes del útero. El tratamiento con PRP contribuye a la reducción de la fibrosis, característica de las cicatrices, y a la regeneración del endometrio.

El PRP se está estudiando para la reversión del envejecimiento ovárico.